# Sternotomis callais
Sternotomis callais là một loài bọ cánh cứng trong họ Cerambycidae.